# Distretto di Rázuri
Il distretto di Rázuri è uno degli otto distretti della provincia di Ascope, in Perù. Si trova nella regione di La Libertad e si estende su una superficie di 317,09  chilometri quadrati.